# Auto de fé

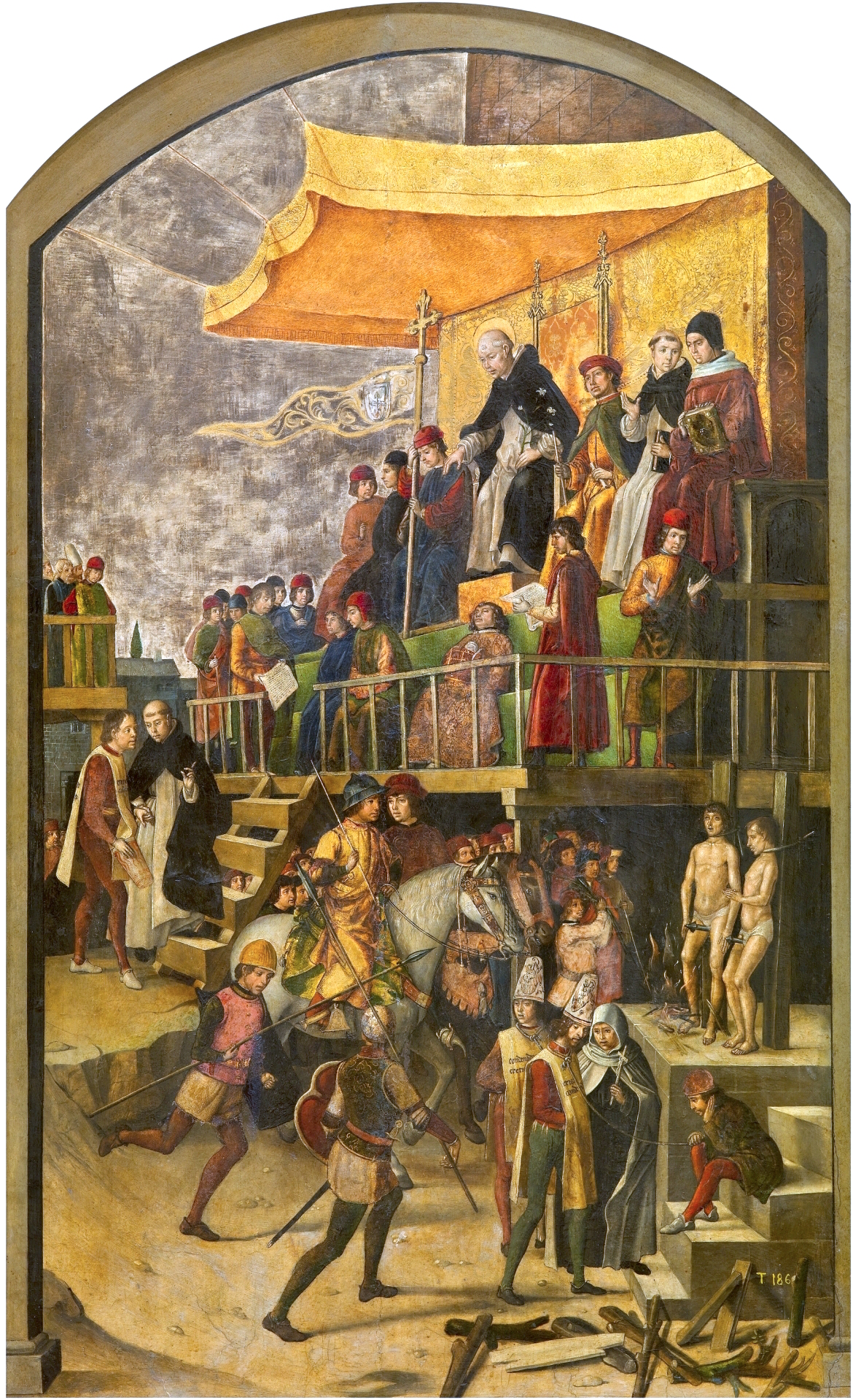
Pedro Berruguete: São Domingos Presidindo a um auto da fé (1475). Visões artísticas que retratam o tema geralmente apresentam cenas de tortura e de pessoas queimando na fogueira durante os eventos/procedimentos, o que não corresponde á realidade histórica - as penas eram em geral cumpridas noutro local, por vezes noutro dia.

Auto de fé  era o ritual de penitência pública de hereges e apóstatas que ocorria quando a Inquisição Espanhola, a Inquisição Portuguesa, a Inquisição mexicana ou outras inquisições decidiam a sua punição, seguida da execução das sentenças pelas autoridades civis. Nos autos de fé, os hereges podiam abandonar a heresia que alegadamente professavam (o que os tornaria "reconciliados" com a Igreja, merecedores de penas leves), continuar fiéis às suas crença ou "crimes" heréticos (eram os "negativos") ou ficar-se por uma confissão julgada incompleta (eram os chamados "diminutos"). Estes dois últimos casos levariam a penas graves, como prisão perpétua, morte pelo garrote ou fogueira.
As punições para os condenados pela Inquisição iam da obrigação de envergar um sambenito (espécie de capa ou tabardo penitencial), passando por ordens de prisão e, finalmente, em jeito de eufemismo, o condenado era relaxado à justiça secular, isto é, entregue aos carrascos da Coroa (poder secular, em oposição ao poder sagrado do clero). O Estado secular procedia às execuções como punição a uma ofensa herética, no seguimento da condenação pelo tribunal religioso. Se os prisioneiros desta categoria continuassem a defender a heresia e a repudiar a Igreja Católica, eram queimados vivos ou garrotados. Contudo, se mostrassem arrependimento e decidissem reconciliar-se com o catolicismo, eram absolvidos.
Os autos de fé decorriam em praças públicas e outros locais muito frequentados, tendo como assistência regular representantes das autoridades eclesiástica e civil. Um auto de fé era uma cerimónia com pompa e circunstância, uma exibição do poderio dos inquisidores. Ao mesmo tempo, uma festa popular, anual e dispendiosa, e o povo que assistia levava petiscos como para um piquenique. 

## História
O primeiro auto de fé de que há registo foi realizado em Paris em 1242, sob Luís IX.
A Inquisição portuguesa foi estabelecida em 1536 e durou oficialmente até 1821, se bem que tenha sido muito debilitada com o regime de Marquês de Pombal na segunda metade do século XVIII.

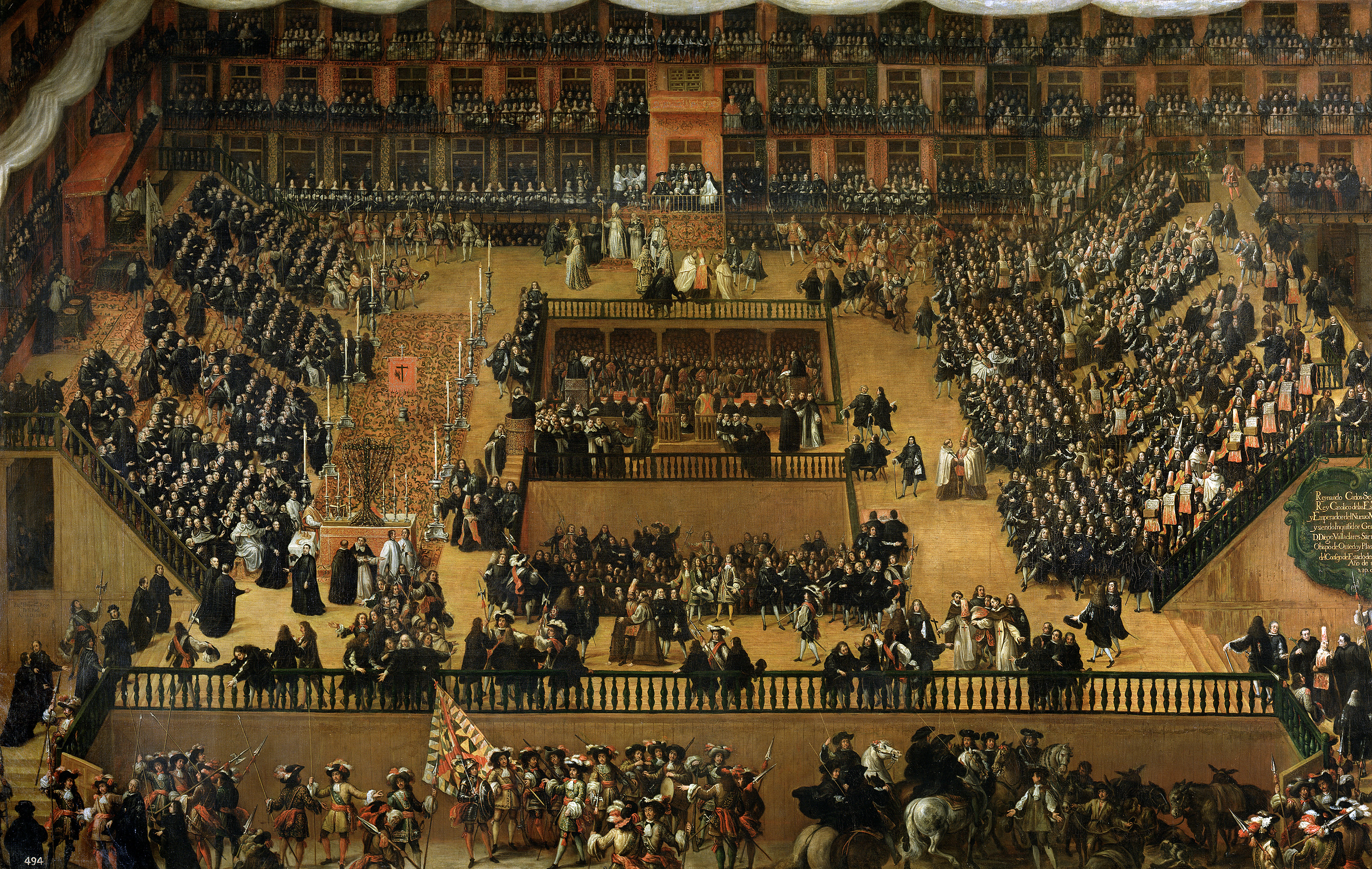
Francisco Rizi, Auto de fe en la plaza Mayor de Madrid.
A obra representa um auto de fé celebrado em Madrid em 30 de junho de 1680, durante o reinado de Carlos II de Espanha.

 O primeiro auto de fé em Portugal foi em 20 de setembro de 1540, em Lisboa, onde a praça do Rossio servia de local de execução, embora sejam também conhecidos autos no Terreiro do Paço. No Porto houve apenas dois autos de fé, em 1543 e 1544.
Também houve autos de fé no México, no Peru e no Brasil. Há historiadores contemporâneos dos conquistadores (como o guerreiro Bernal Díaz del Castillo) que descrevem alguns casos.
O último auto de fé, após uma condenação pela Inquisição espanhola, envolveu o professor Cayetano Ripoll e decorreu a 26 de julho de 1826. Seu julgamento, sob a acusação de deísmo, durou cerca de dois anos. Morreu pelo garrote, no pelourinho, após dizer as palavras: "Morro reconciliado com Deus e com o Homem".

## Na ficção
No livro Memorial do Convento, de José Saramago, cuja ação decorre na primeira metade do século XVIII durante o reinado de D. João V, a personagem Blimunda conhece Baltasar no Rossio, enquanto a sua mãe é julgada num auto de fé, onde é açoitada e degradada.
No romance Goa ou o guardião da aurora de Richard Zimler, cuja ação decorre em Goa, no princípio do século XVII, o narrador e várias outras personagens são humilhados e atormentados num auto de fé.
Na obra Cândido, ou O Otimismo, de Voltaire, o auto de fé também está presente. Cândido e Pangloss são condenados a um auto de fé quando desembarcam em Lisboa, logo após o terremoto.